# Allergy, Asthma & Immunology Research
Allergy, Asthma & Immunology Research, abgekürzt Allergy Asthma Immunol. Res., ist eine wissenschaftliche Fachzeitschrift, die von der Koreanischen Akademie für Asthma, Allergie und klinische Immunologie veröffentlicht wird. Derzeit erscheint die Zeitschrift mit sechs Ausgaben im Jahr. Es werden Arbeiten aus den Bereichen der Allergie und Asthma veröffentlicht.
Der Impact Factor lag im Jahr 2014 bei 2,425. Nach der Statistik des ISI Web of Knowledge wird das Journal mit diesem Impact Factor in der Kategorie Allergie an 14. Stelle von 24 Zeitschriften und in der Kategorie Immunologie an 92. Stelle von 148 Zeitschriften geführt.